# Ptychochromis insolitus
Ptychochromis insolitus is een straalvinnige vissensoort uit de familie van de cichliden (Cichlidae). De wetenschappelijke naam van de soort is voor het eerst geldig gepubliceerd in 2006 door Stiassny & Sparks.
De vis die ook wel mangarahara-vis genoemd wordt is bijna uitgestorven, er waren op een bepaald moment nog drie exemplaren bekend uit dierentuinen, allen mannetjes. In 2013 werd in een vijver op Madagaskar nog een nieuwe populatie ontdekt en kon er nageslacht gefokt worden.